# Bristol Type 200
Le Bristol Type 200 est un prototype d’avion à courte portée de la Bristol Aeroplane Company conçu en 1956. Bien que censé répondre à un besoin émis par British European Airways (BEA), le Type 200 a des dimensions supérieures aux spécifications de BEA et est plus proche du Boeing 727 en termes de taille et de portée. Le projet est annulé lorsque BEA lui préfère le Hawker-Siddeley Trident.

## Développement
En 1955, BEA publie un cahier des charges pour un aéronef destiné à remplacer ses avions de ligne à turbopropulseurs Vickers Viscount et Vickers Vanguard. La compagnie aérienne a besoin d'un avion pouvant transporter 100 passagers sur une distance de 1 600 km. En concurrence avec la Bristol Aeroplane Company, d'autres sociétés telles que de Havilland, Avro et Vickers présentent des concepts basés sur les spécifications de BEA, mais c'est le Type 200, seule proposition de triréacteur, qui est retenu.  
Les dimensions supérieures aux spécifications du Type 200 reflètent l'opinion d'Archibald Russell (en), concepteur en chef chez Bristol, qui estime que ces capacités plus importantes présentent un meilleur potentiel sur le marché international. 
Le Type 200 est proche du Boeing 727 en taille et en portée. Le projet suscite l’intérêt de diverses compagnies aériennes européennes et américaines, notamment Pan Am, qui invite des membres de l’équipe de conception à une réunion aux États-Unis. 
Le Type 200 étant trop grand par rapport à ses besoins, BEA demande une réduction de la taille de l’appareil. Cette nouvelle version plus petite est baptisée Trident.
Sous la pression du gouvernement britannique de fusionner avec d’autres sociétés aérospatiales, Bristol travaille avec Hawker Siddeley sur le Type 200 mais, en 1958, BEA choisit le Trident et le Type 200 est abandonné. 

## Conception
Le Type 200 a trois moteurs montés à l'arrière du fuselage, un de chaque côté et un dans l'aileron. L’empennage en T permet de maintenir le stabilisateur horizontal au-dessus du moteur central. C'est le premier avion avec cette configuration de triréacteur qui a été utilisée avec succès sur plusieurs autres modèles (Boeing 727, Hawker Siddeley Trident, Tupolev Tu-154). 

### La poursuite du développement
Bristol a développé plusieurs autres concepts basés sur le Type 200, mais aucun appareil n’a jamais été construit. Le Type 201 est une version long-courrier de l'avion proposée à la BOAC en 1956. Le Type 205 est une version court-courrier avec quatre moteurs montés à l'arrière du fuselage, semblable au Vickers VC10. Le Type 200 et ses développements associés ont contribué à la conception du BAC 1-11.